# 7160 Tokunaga
7160 Tokunaga è un asteroide della fascia principale. Scoperto nel 1981, presenta un'orbita caratterizzata da un semiasse maggiore pari a 2,4698988 UA e da un'eccentricità di 0,2013201, inclinata di 1,25760° rispetto all'eclittica.